# Гостинец (дорога)
Гостинец (от старославянского гость — путешественник) — большая дорога, широкий битый путь с упорядоченной проезжей частью.
Гостинцы сооружались для движения гужевого транспорта и проходили основными торговыми путями. Считались главными магистралями и соединяли крупные города и соседние земли.
Гостинец обычно был обсажен по обе стороны деревьями, иногда вдоль дороги строили водоотводные сооружения. Особой приметой «гостинцев» было размещение вдоль него заездов, постоялых дворов с помещениями для купцов, кузниц, корчем, таможен и других хозяйственных зданий, предназначенных для обслуживания путешественников. Гостинцы строились за счет государственной казны и при участии местного населения. Литовский устав 1588 года устанавливал размеры «гостинцев» и регламентировал порядок движения по ним.
Прохождение «гостинцев» определялось географическими особенностями местности. Сеть «гостинцев» в раннем средневековье можно реконструировать на основании археологических находок. В средние века и в начале Нового времени в направлениях торговых путей наблюдалась определенная консервативность, частично обусловленная длительным действием путевого принуждения, складского права и таможенной системы, которые определяли условия ведения торговли.
Гостинцы условно разделяют на «большие», «свободные», «добровольные», «разрешенные» и «неразрешенные», «королевские» и т. д. Некоторые «гостинцы» имели собственные названия, как, например, Витовтова дорога на пограничье Волыни и Полесья (14-17 века). Из источников известно про «Старый гостинец литовский» на Киевщине, «русский» гостинец, проходивший в 16-18 века через г. Ярослав (ныне город в Польше). Некоторые из гостинцев (путей) получили название от названия города, с которого они начинались или к которому вели (Белгородский гостинец, Брацлавский гостинец, Винницкий гостинец, Киевский шлях, Колковский гостинец, Луцкий, Олицкий, Острожский, Паволокский, Трипольский, Фастовский, Ярославский и др.).